# Automolis usta
Automolis usta là một loài bướm đêm thuộc phân họ Arctiinae, họ Erebidae.